# Beaulieu (Hampshire)
Beaulieu – wieś w Anglii, w hrabstwie Hampshire, w dystrykcie New Forest. Leży 28 km na południe od miasta Winchester i 120 km na południowy zachód od Londynu. W 2001 miejscowość liczyła 829 mieszkańców.